# Inau

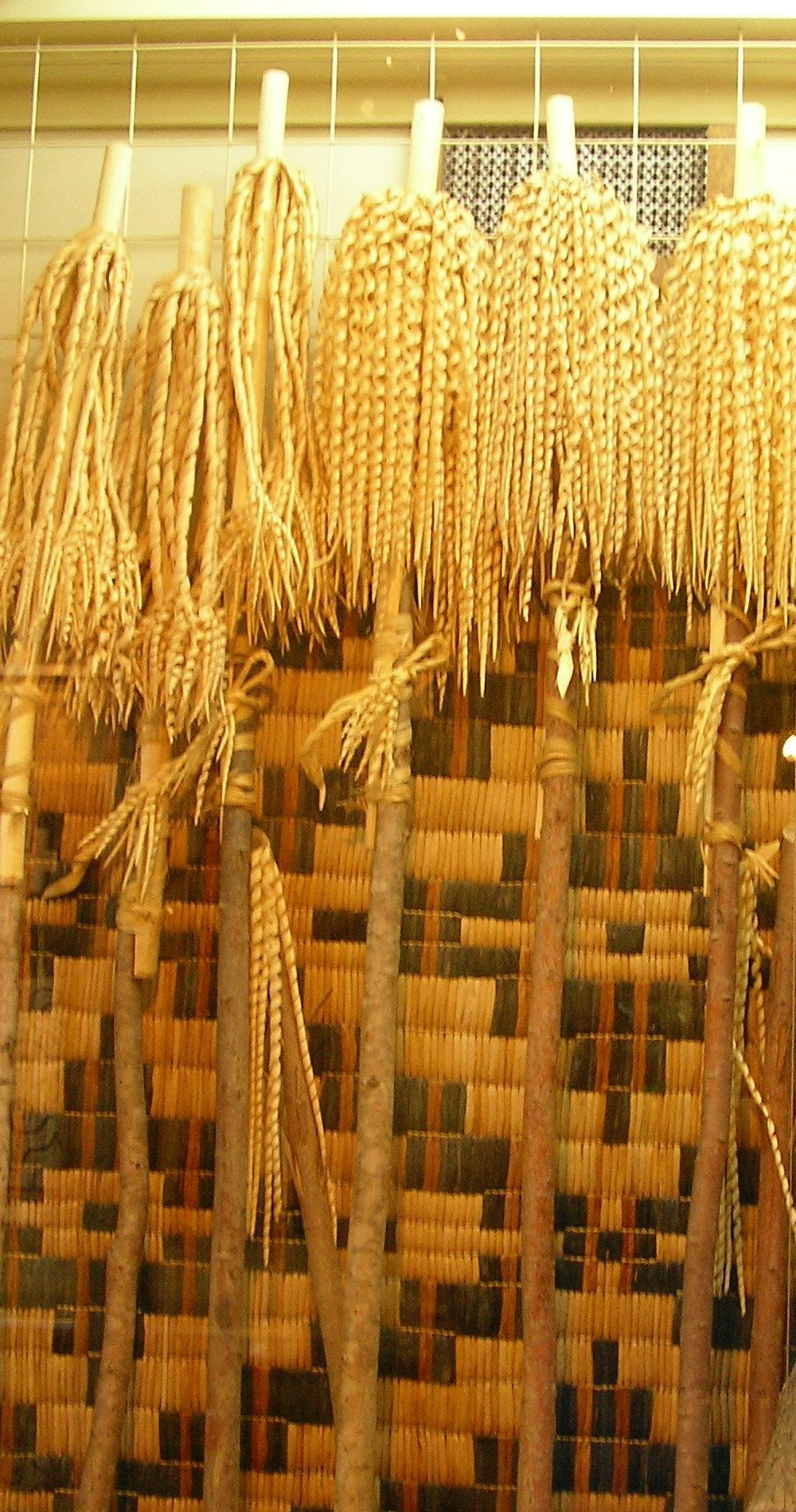
Inau

Inau (イナウ) – składane przez Ajnów w ofierze bogom patyki, żerdzie lub pale różnej wielkości i grubości, z wykonanymi na nich nacięciami i zwisającymi nadstruganymi wiórami. Według Ajnów jest to ofiara szczególnie miła bogom z racji tego, iż sami nie potrafią oni wykonać sobie inau. Inau są jednym z najbardziej charakterystycznych elementów dla kultury Ajnów i odgrywają istotną rolę w ich praktykach religijnych. Umieszczano je we wszystkich miejscach uznawanych za święte oraz w domostwach jako symbol opiekuńczego bóstwa ogniska domowego, używano ich również w charakterze talizmanu chroniącego od złych mocy. Kradzież domowego inau uchodziła u Ajnów za jedno z najcięższych przestępstw, zaś określenie inausak kuru (człowiek bez inau) należało do najbardziej wulgarnych wyzwisk.
W inau dopatrywano się symbolicznego wyobrażenia człowieka; wióry miałyby symbolizować zarost, nacięcia zaś otwory ciała. Ponieważ inau wrzucano w czasie sztormów do morza dla przebłagania zagniewanych bóstw, przypuszcza się, iż mogły służyć jako substytut ofiary z ludzi. Ukraiński etnograf Lew Sternberg dopatrywał się natomiast w inau przedstawienia pośredników pomiędzy ludźmi i bogami. Uważa się również, że inau, podobnie jak ikupasuj, były wizerunkami ptaków.
Podobne patyki kultowe, również nazywane inau lub nau były używane przez Niwchów, a także niektóre ludy tunguskie, określające je nazwą illau i ilau. Japoński badacz Jirō Ikegami wywodził słowo inau z języków mandżursko-tunguskich, od rekonstruowanego słowa ilawun, oznaczającego w przybliżeniu „pałka, która rozkwita”. Jako dowód na tunguskie pochodzenie tego wyrazu wskazał fakt, iż nieposiadający głoski l Ajnowie zastępowali ją w zapożyczeniach przez n, w językach tunguskich zaś w wypadku zapożyczenia głoska n powinna być zachowana. Bronisław Piłsudski z kolei wywodził ten wyraz od staroajnoskiego słowa nau, oznaczającego żerdź, na której wiesza się do suszenia niedźwiedzie mięso.